# Vajda Viktor
Vajda Viktor (Kolozsvár, 1835. – Makó, 1916. július 7.) főreáliskolai tanár, hírlapíró, irodalomtörténész, zenei szakíró, műfordító, zenekritikus.

## Életpályája
Édesapja, Vajda Alajos kormányszéki fogalmazó, utóbb törvényszéki bíró volt; tanulmányait szülővárosában és a nagyszebeni jogakadémián végezte. Az ügyvédi pályán egyik ügyvéd rokonánál tett próbálkozás után Cseke közelébe, Istvándiba (Szatmár megye) vonult a kölcsei Kende-családhoz nevelőnek. Kende Zsigmond mellett bő alkalmat lelt Kölcsey Ferenc szellemi életébe és családi körülményeibe komolyabban is behatolni. 
Nevelő működését befejezvén, Kolozsvárra, onnét rövid idő múlva Pestre költözött, ahol tíz évnél hosszabb ideig (1876-ig) a hírlapirodalomnak szentelte minden idejét, különösen a zenekritika terén szerzett elismerést. Időközben beutazta Olasz-, Német-, Franciaországot és Svájcot; járt Spanyolországban, sőt azután is megfordult Franciaországban. 1887-től és 1900-ban is a francia nyelv és irodalom tanára volt a kecskeméti főreáliskolában és állandó munkatársa a Kecskemétnek.

## Írásai
A különböző hírlapokban és folyóiratokban cikkeket, tárcákat és fordításokat közölt. Cikkei következő hírlapokban és folyóiratokban jelentek meg: Idők Tanuja (1866-68. művészetiek), Századunk (1868), Pesti Napló (1869-77-ig), Figyelő (1873. Felsőbükki Nagy Pál, 1874. Kölcsey naplója, Erkel Ferencz 1875. A zeneakadémiáról), Figyelő (Aigner-féle II. 1877. Ribinyi János, Latin íróinkról, III. Szirmay Antal és Hungáriája), Kath. Hetilap (1876. 48. sz. A soproni magyar társaság, 1878. 12., 13. sz. Deáki Filep Sámuelről), Uj Idők (1876. 46. Egy megnemesített költőről, Kiss János), Fővárosi Lapok (1876. 200. sz. A magyar könyvnyomtatás történetéből), Pécsi Figyelő (1878. 51. sz. Mikes Kelemen), Sopron (1878. 34. sz. Vitkovics Mihály), Koszorú (IV. 1880. Gróf Benyovszky a franczia irodalomban), Budapesti Hirlap (1881. 130. sz. Irodalmi tarlózatok az Érmelléken), Zenelap (1886. A jelenlegi olasz zenéről, A magyar dalárdák története, 1887. A budapesti hangversenyek történetéhez), Kecskemét (1893. 41., 42. sz. Baszk népdal magyar királyról: Atharra Jaureglan, 1898. 11. sz. Petőfi és Kölcsey, 1900. 23. sz. A Provence legszebb költeménye: Mireille), Magyar Szó (1902. 36. sz. Az erdélyi énekeskönyv s a magyarországi ev. ref. egyház megújítandó énekeskönyve), Maros (1907. 78. sz. A vízaknai fürdőről) sat.,

## Munkái
- Mexikói rejtelmek. Regényes korrajz a legújabb időkből. Írta Aimard G. Francziából ford. Debreczen, 1865.
- Kincskeresők. (Les gambucinos). Regényes korrajz a mexikói szabadságharcból. Aimard G. után ford. Kolozsvár, 1865.
- Művészet és politika. Képek a magyar társadalomból. Pest, 1870.
- Dalár-Emlény a Pest-Budán 1870. aug. havában tartott országos dalár- és zeneünnepély emlékeül. Uo. 1871.
- Az utolsó szerelem. Regény. Uo. 1873. Három kötet.
- Kölcsey élete. Bpest, 1875. (Ism. Figyelő 23. sz., Hon 176. sz.).
- A franczia versidomról. A magyar hangsúlyos verselés alapjai. Arany János, d'Olivet abbé sat. után. Nagyvárad, 1881.
- Délszaki ég alatt. A magas Pirénékből, a tengerek mellől. Előszóval Virág Elektől. Uo. 1885. (Ism. Földrajzi Közlem. XIII. k.).
- Művészet világa. Évtized Sipos Antal magán zeneakadémiájának életéből. Uo. 1885.
- A grande chartreuse és a kartauziak. Kecskemét, 1889.
- Kölcsey mint moralista. Uo. 1896.
- Elveszett boldogság. Regényes korrajz Erdély történetéből. Uo. 1906. (Ism. Vasárnapi Ujság 27. sz.).
- Utóhangok Kölcsey életéhez. Uo. 1908.

Előszót írt: Benedikty: Nilusi emlékek. Pest, 1871. c. munkájához.